# Felix Kaden
Felix Kaden (* 12. August 1892 in Kötzschenbroda, heute Radebeul; † 29. Juni 1964) war ein SPD-, später SED-Politiker, kommissarischer sächsischer Minister für Land- und Forstwirtschaft (1950) und Mitglied des Sächsischen Landtags.

## Leben
Kaden wuchs als Sohn des Zigarrenfabrikanten, Verlegers und sozialdemokratischen Reichstagsabgeordneten August Kaden (1850–1913) auf, zuerst in Kötzschenbroda in der Uferstraße 6.

## Politisches Wirken
Bereits 1907 wurde der Schriftsetzer Kaden Mitglied der Sozialistischen Arbeiterjugend. 1910 wurde er Mitglied der SPD. In der Zeit von 1918 bis 1920 war er selbstständiger Gärtnereibesitzer. 
Von 1920 bis 1933 war er Parteisekretär der SPD in Bautzen und Meißen. In der Zeit zwischen 1933 und 1945 war Kaden mehrfach wegen illegaler politischer Betätigung in Haft genommen worden. Von 1945 bis 1946 war Kaden Mitglied des geschäftsführenden sächsischen SPD-Landesvorstandes und dann nach der Zwangsvereinigung von SPD und KPD 1946 bis 1948 Mitglied des SED-Landessekretariats. Zusammen mit  Rudolf Eckert, Rudolf Friedrichs und Stanislaw Trabalski wehrte er sich gegen die Bolschewisierung.
Ebenfalls von 1946 bis 1948 war Kaden Abgeordneter des sächsischen Landtags und 1950 kurzzeitig sächsischer Minister für Land- und Forstwirtschaft im Kabinett Seydewitz. Im Herbst 1950 verlor Kaden seine politischen Ämter.